# Heinrich Koch (Regisseur)
Heinrich Georg Koch (* 22. November 1911 in Bad Godesberg; † 6. November 2006 in Wallau) war ein deutscher Theaterregisseur und Theaterleiter.

## Leben
Koch absolvierte ein Universitätsstudium in Berlin und Graz. Von 1933 bis 1937 war er Regieassistent und Dramaturg am Deutschen Theater Berlin und 1937 bis 1939 Oberspielleiter am Stadttheater Göttingen. Von 1939 bis 1942 arbeitete er als Regisseur am Deutschen Theater Berlin und am Theater in der Josefstadt in Wien.
Von 1943 bis 1944 amtierte Koch als Direktor des „Städtischen Schauspielhauses“ in Hannover unter Gustav Rudolf Sellner, dann war er bis Kriegsende Soldat.
1946 nahm er seinen Regisseurberuf am Hamburger Schauspielhaus wieder auf. In der Spielzeit 1946/47 inszenierte er hier Undine, Der Sturm und Antigone. Von 1947 bis 1950 lehrte er am Schauspielstudio München. Danach folgten wieder Regiearbeiten am Deutschen Schauspielhaus Hamburg wie Peer Gynt (1952), Macbeth (1953), Paul Claudels Tobias und Sarah (1953), dessen Mittagswende (1954 und erneut 1960 in Frankfurt am Main), Calderóns Das Leben ein Traum (1953), dessen Über allen Zauber Liebe (1955) und Kleists Penthesilea (1954). Als Gastregisseur inszenierte er unter anderem am Berliner Schillertheater und bei den Ruhrfestspielen Recklinghausen.
Von 1957 bis 1968 war er Schauspieldirektor an den Städtischen Bühnen Frankfurt am Main. Inszenierungen dort waren Hannibal (1957), Othello (1958), Byrons Kain (1958), O’Neills Der Eismann kommt (1959) und dessen Trauer muss Elektra tragen (1966), Ionescos Die Nashörner (1960), Büchners Woyzeck (1961), Dürrenmatts Der Besuch der alten Dame (1962), die Uraufführung von Bertolt Brechts Coriolan (1962), Hebbels Herodes und Mariamne (1963), Goethes Faust (1964, Teile I und II), die Uraufführung von Michelsens Lappschiess und Helm (1965), Kleists Prinz Friedrich von Homburg (1966) und Schillers Don Carlos (1966).
Bei den Ruhrfestspielen führte Koch Regie unter anderem bei den Aufführungen von Die Verschwörung des Fiesco zu Genua (1964), Die Räuber (1965) und Troilus und Cressida (1968). Wieder am Hamburger Schauspielhaus inszenierte er Albees Winzige Alice (1966) und Frischs Biografie: Ein Spiel (1969) sowie bei den Bad Hersfelder Festspielen Ibsens Peer Gynt (1971). Mehrmals übernahm er auch die Regie bei Aufführungen für das Fernsehen.
Koch war ein um Werktreue bemühter, dabei auf weitgehende Stilisierung wertlegender Regisseur. Mit dem Bühnenbildner Franz Mertz erfand er eine scheibenförmige Einheitsbühne („Koch-Platte“), deren gegliederte Spielfläche jeden Milieurealismus ausschloss. In den 1970er Jahren zog er sich vom Theater zurück.